# Muscomorpha
Infra-ordre
Muscomorpha (les muscomorphes) est un infra-ordre de diptères du sous-ordre des Brachycera (mouches muscoïdes aux antennes courtes).

## Liste desfamilles

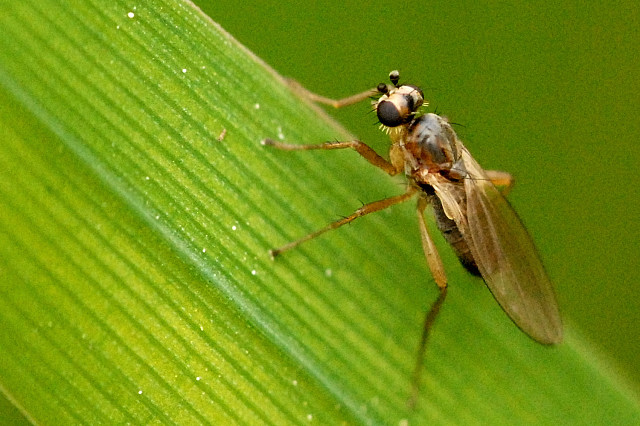
Lonchoptera lutea

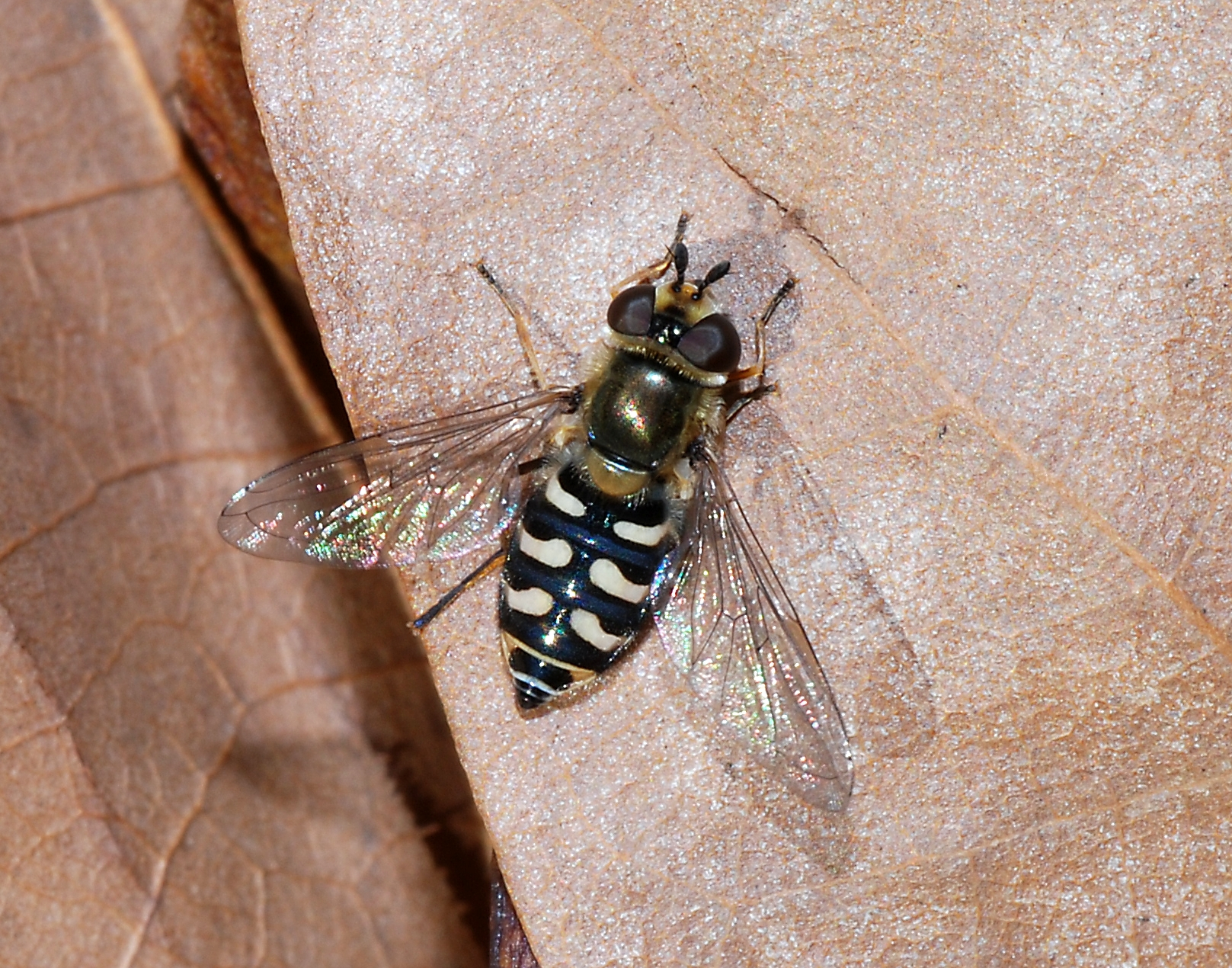
Syrphus ribesii

Selon ITIS (27 févr. 2013) :
- section Aschiza
  - super-famille Platypezoidea
    - famille Ironomyiidae
    - famille Lonchopteridae Lonchoptera lutea
    - famille Opetiidae
    - famille Phoridae Musca domestica
    - famille Platypezidae

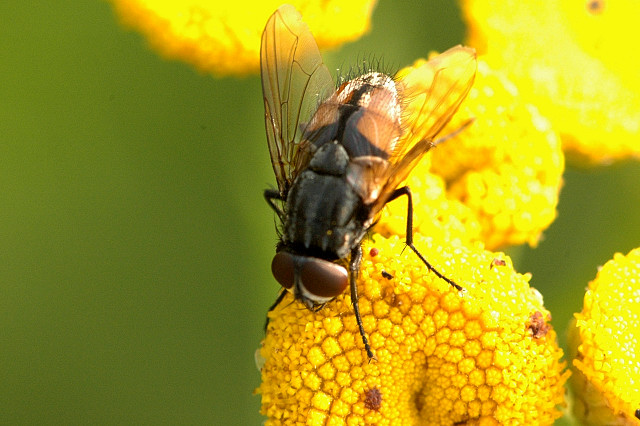
Musca domestica

  - super-famille Syrphoidea Syrphus ribesii
    - famille Pipunculidae Nephrocerus scutellatus

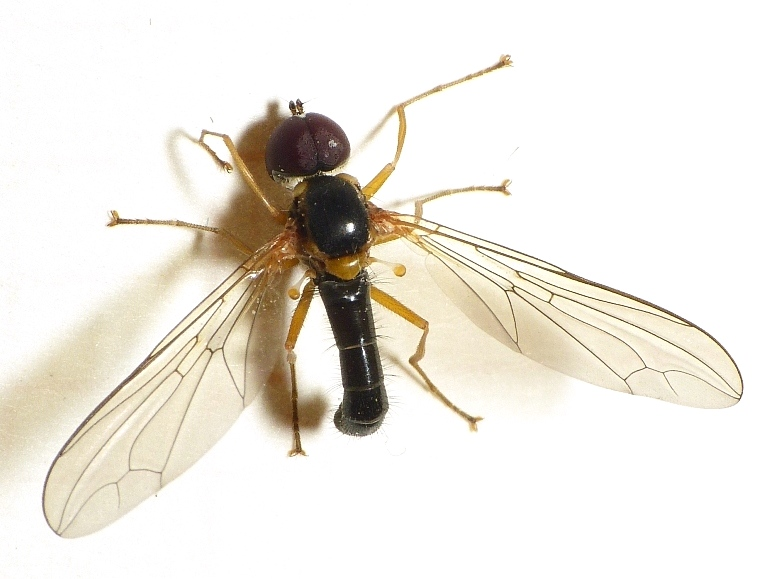
Nephrocerus scutellatus

    - famille Syrphidae - syrphes, syrphides Episyrphus balteatus

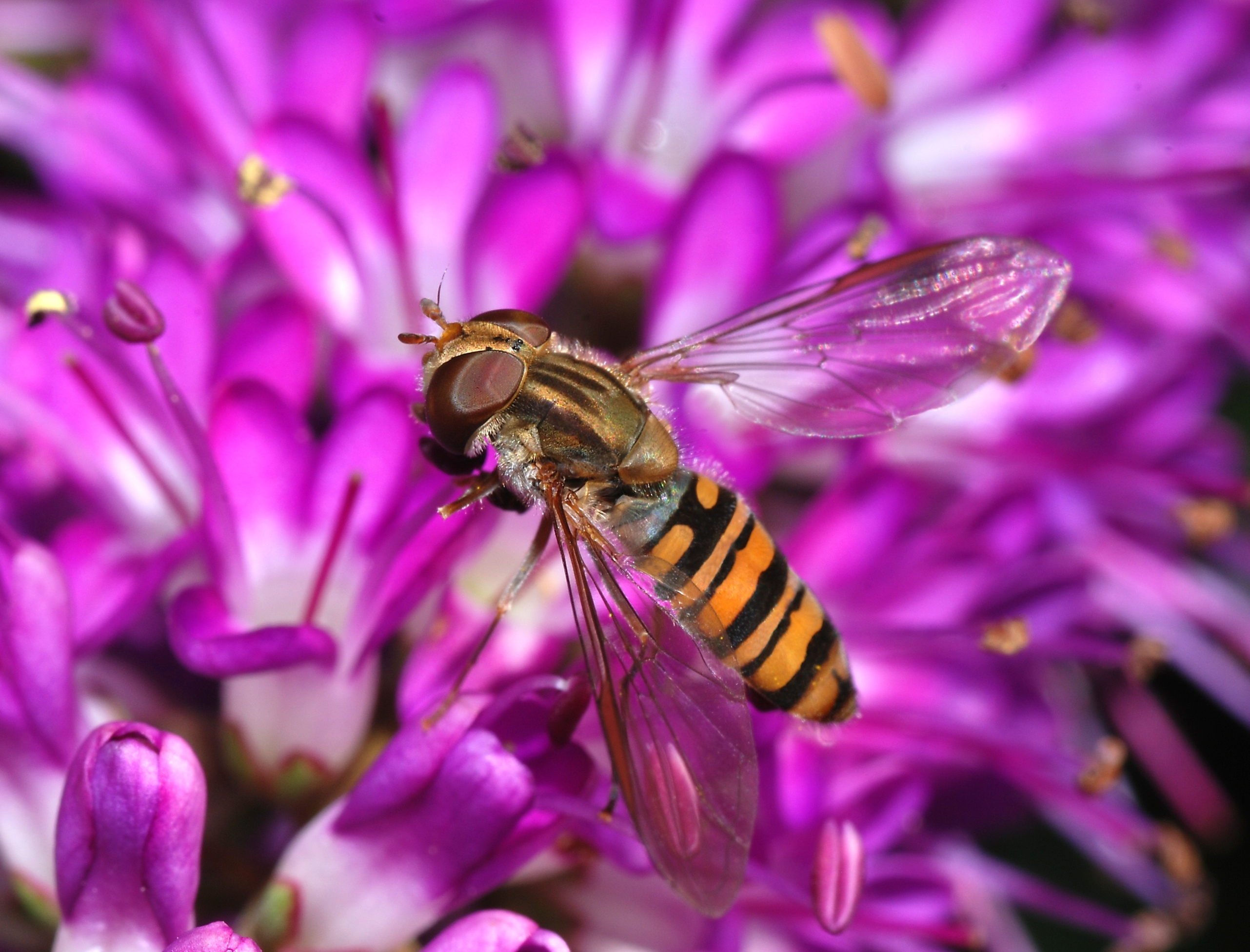
Episyrphus balteatus

- section Schizophora
  - sous-section Acalyptratae
    - super-famille Carnoidea
      - famille Acartophthalmidae
      - famille Australimyzidae
      - famille Braulidae
      - famille Canaceidae
      - famille Carnidae
      - famille Chloropidae
      - famille Cryptochaetidae
      - famille Inbiomyiidae
      - famille Milichiidae

    - super-famille Conopoidea
      - famille Conopidae Conops flavipes

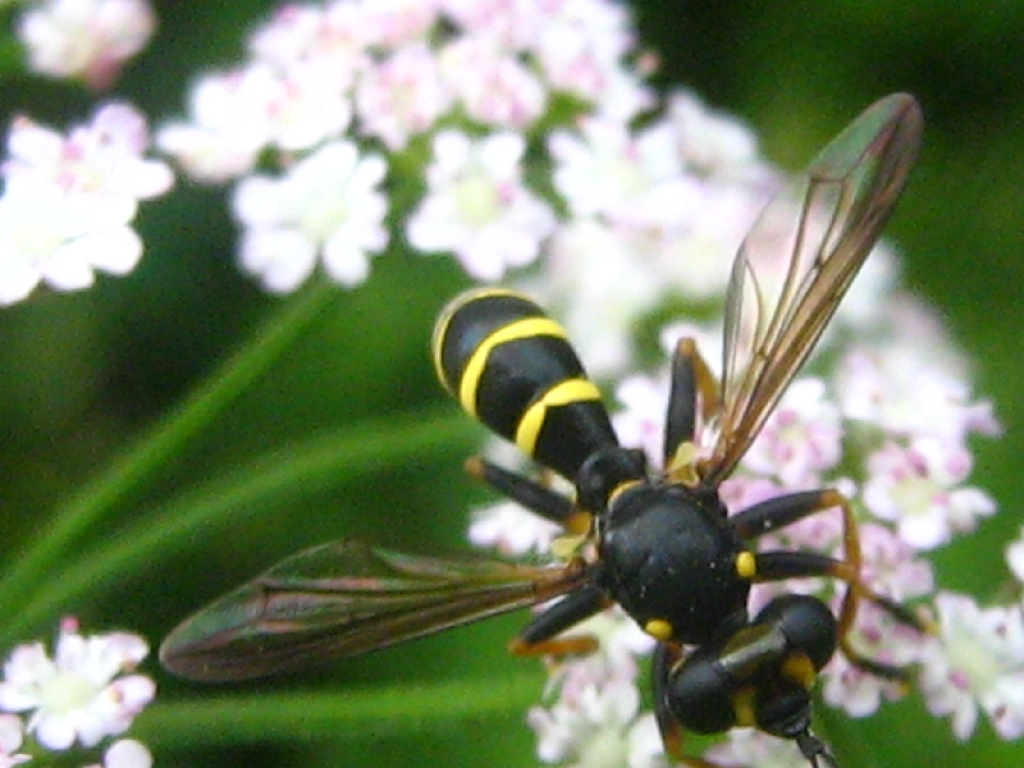
Conops flavipes

    - super-famille Diopsoidea Megamerina dolium
      - famille Diopsidae
      - famille Gabryidae
      - famille Megamerinidae
      - famille Nothybidae
      - famille Psilidae
      - famille Somatiidae
      - famille Strongylophthalmyiidae
      - famille Syringogastridae
      - famille Tanypezidae

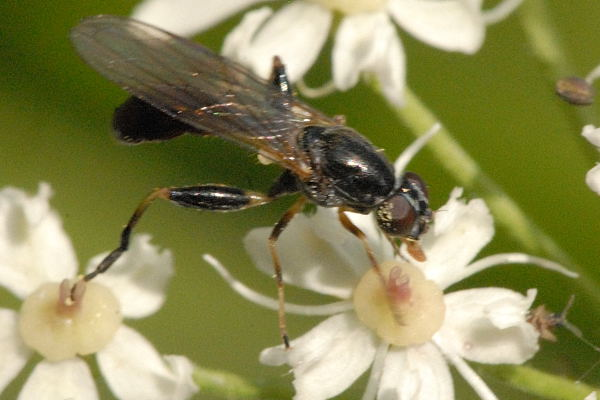
Megamerina dolium

    - super-famille Ephydroidea Hydrellia griseola
      - famille Camillidae
      - famille Curtonotidae
      - famille Diastatidae

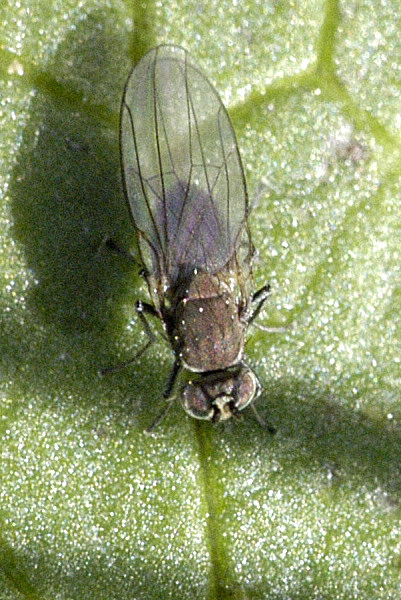
Hydrellia griseola

      - famille Drosophilidae - drosophiles, moucherons, mouches du vinaigre
      - famille Ephydridae

    - super-famille Lauxanioidea Calliopum similum
      - famille Celyphidae
      - famille Chamaemyiidae
      - famille Lauxaniidae

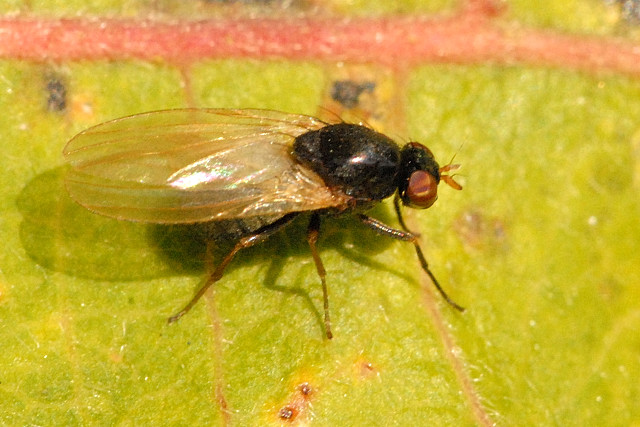
Calliopum similum

    - super-famille Lonchaeoidea Lonchaea chorea
      - famille Lonchaeidae
      - famille Cryptochetidae

    - super-famille Nerioidea
      - famille Cypselosomatidae
      - famille Micropezidae
      - famille Neriidae
      - famille Pseudopomyzidae

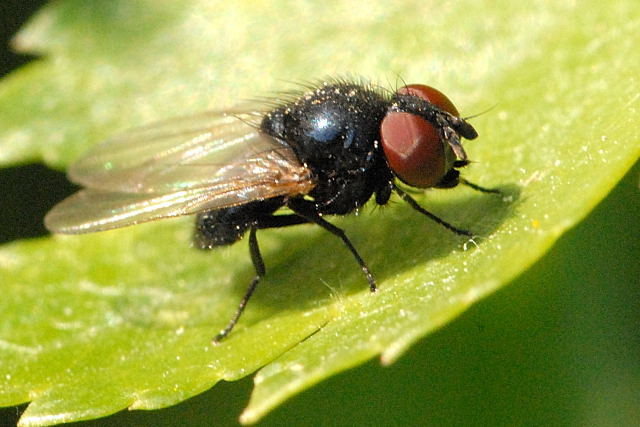
Lonchaea chorea

    - super-famille Opomyzoidea Opomyza florum
      - famille Agromyzidae - mineuses
      - famille Anthomyzidae
      - famille Asteiidae
      - famille Aulacigastridae
      - famille Clusiidae
      - famille Fergusoninidae
      - famille Marginidae
      - famille Neminidae
      - famille Neurochaetidae
      - famille Odiniidae
      - famille Opomyzidae
      - famille Periscelididae
      - famille Teratomyzidae
      - famille Xenasteiidae

    - super-famille Sciomyzoidea
      - famille Coelopidae
      - famille Dryomyzidae
      - famille Helosciomyzidae
      - famille Ropalomeridae
      - famille Heterocheilidae
      - famille Sepsidae
      - famille Sciomyzidae

    - super-famille Sphaeroceroidea
      - famille Chyromyidae
      - famille Heleomyzidae
      - famille Nannodastiidae
      - famille Sphaeroceridae

    - super-famille Tephritoidea
      - famille Pallopteridae
      - famille Piophilidae
      - famille Platystomatidae
      - famille Pyrgotidae
      - famille Richardiidae
      - famille Tephritidae 
      - famille Ulidiidae

  - sous-section Calyptratae
    - super-famille Hippoboscoidea
      - famille Glossinidae
      - famille Hippoboscidae
      - famille Mormotomyiidae
      - famille Nicteribiidae
      - famille Streblidae

    - super-famille Oestroidea
      - famille Calliphoridae
      - famille Mystacinobiidae
      - famille Oestridae
      - famille Rhinophoridae

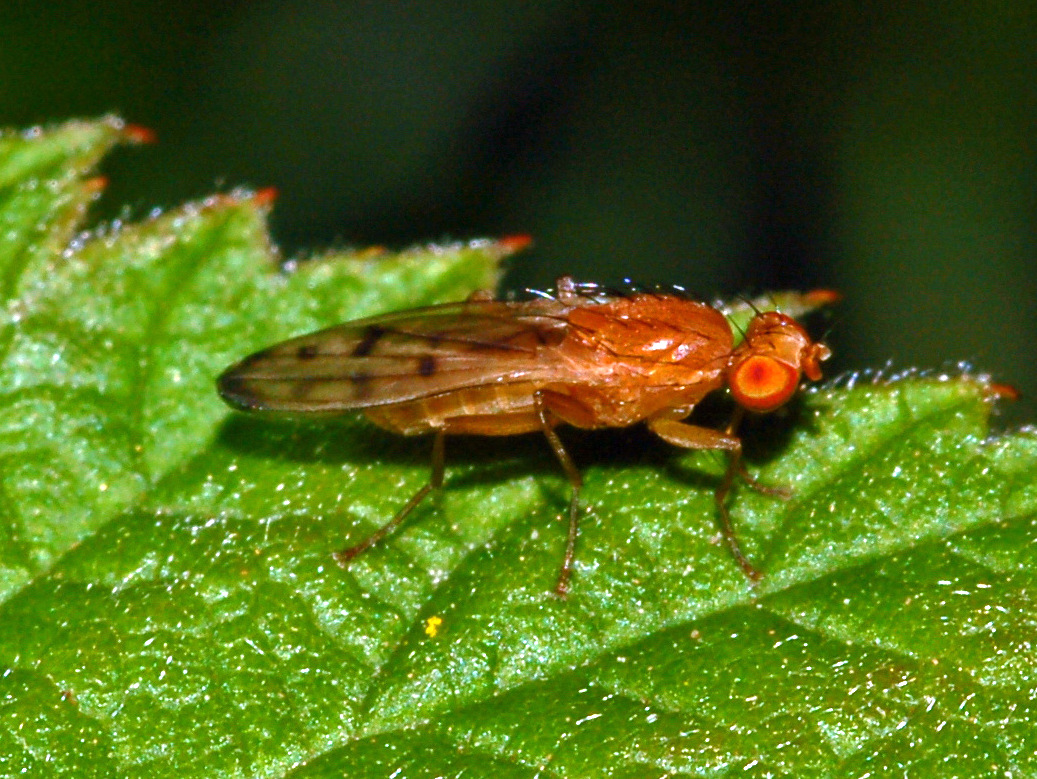
Opomyza florum

      - famille Sarcophagidae - mouches à viande
      - famille Tachinidae

    - super-famille Muscoidea
      - famille Anthomyiidae
      - famille Fanniidae (parfois orthographié Fannidae)
      - famille Muscidae
      - famille Scathophagidae

Selon NCBI (27 févr. 2013) :
- non-classé Eremoneura
  - non-classé Cyclorrhapha

Selon Paleobiology Database (27 févr. 2013) :
- Nemestrinoidea

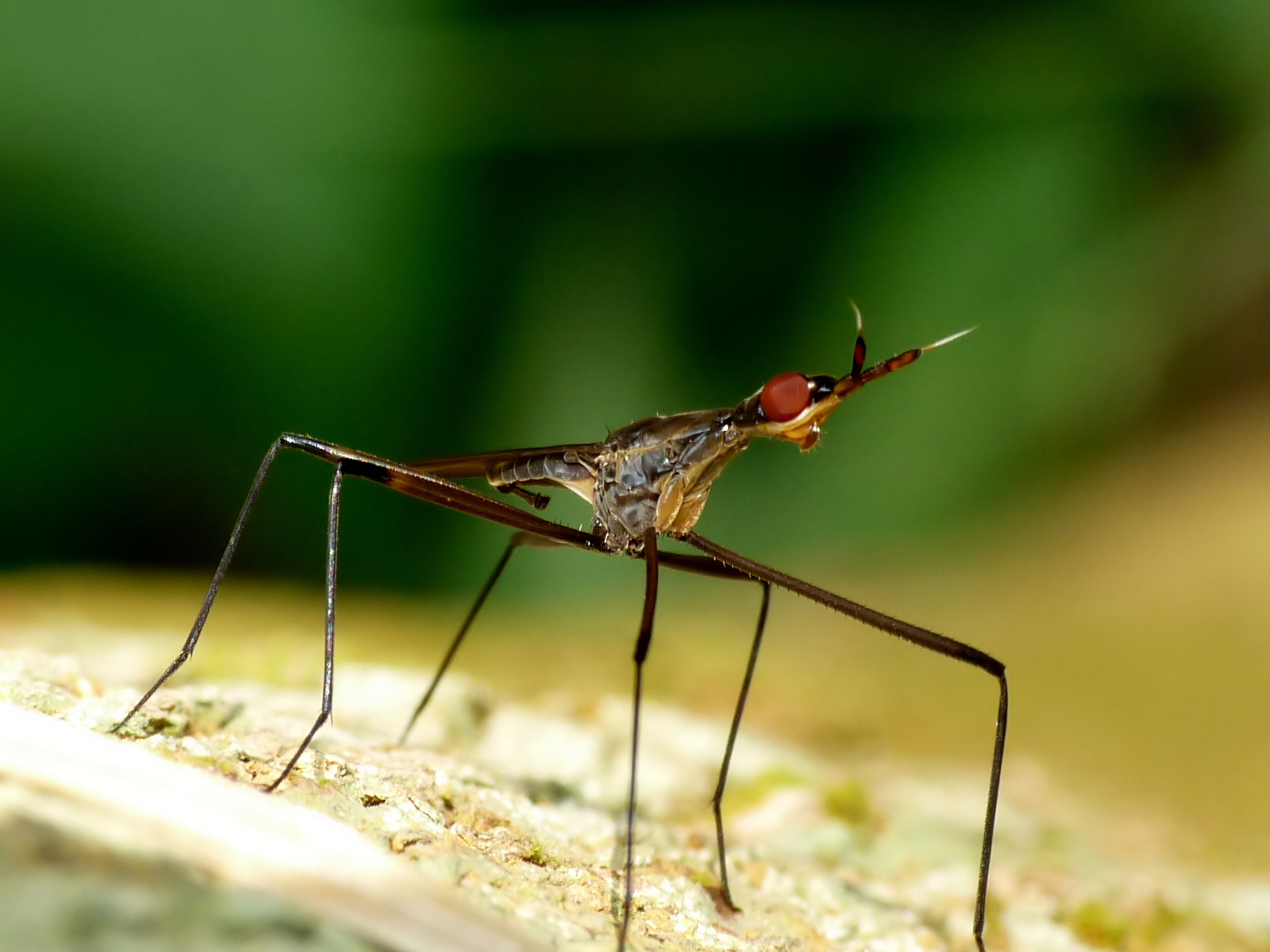
Telostylinus lineolatus
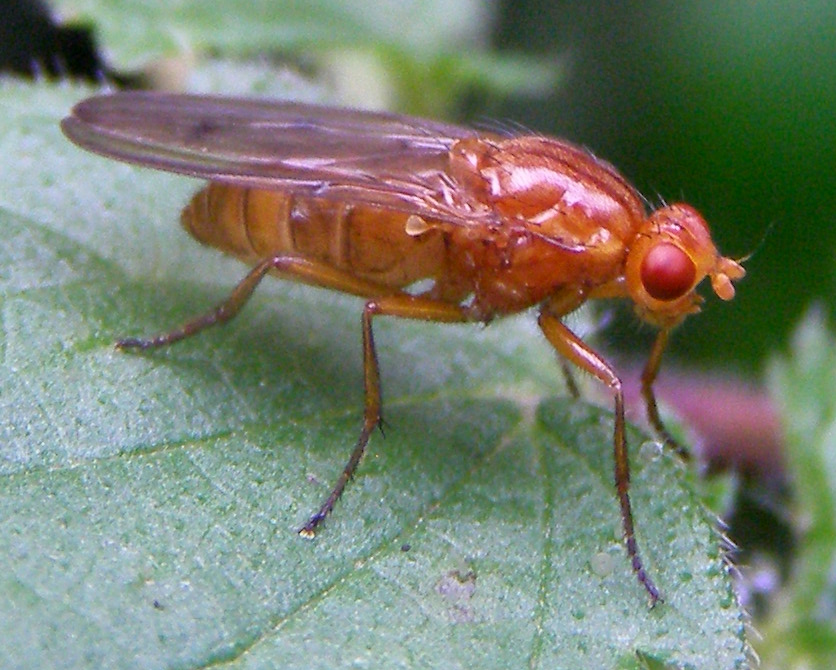
Neuroctena anilis
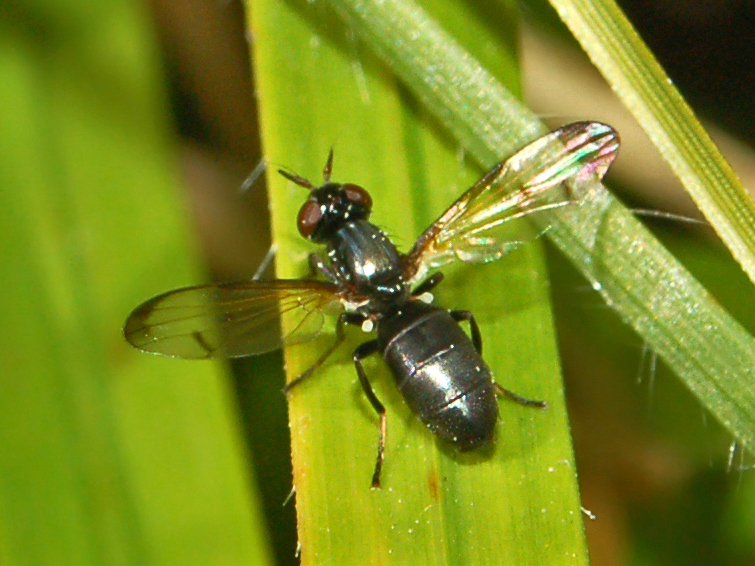
Herina paludum
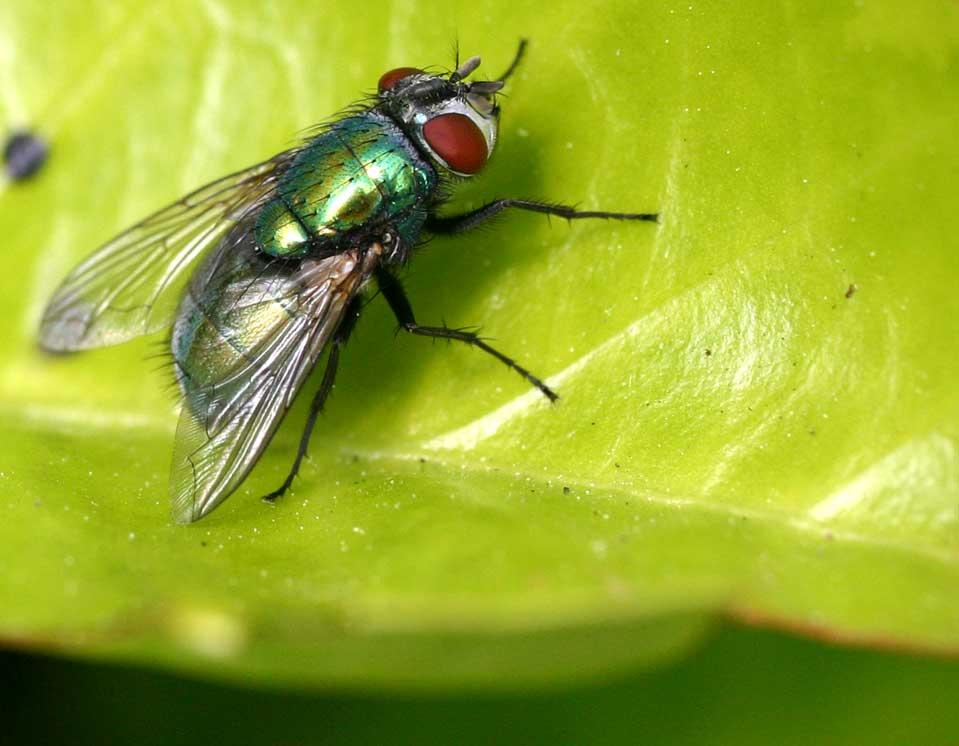
Lucilia caesar
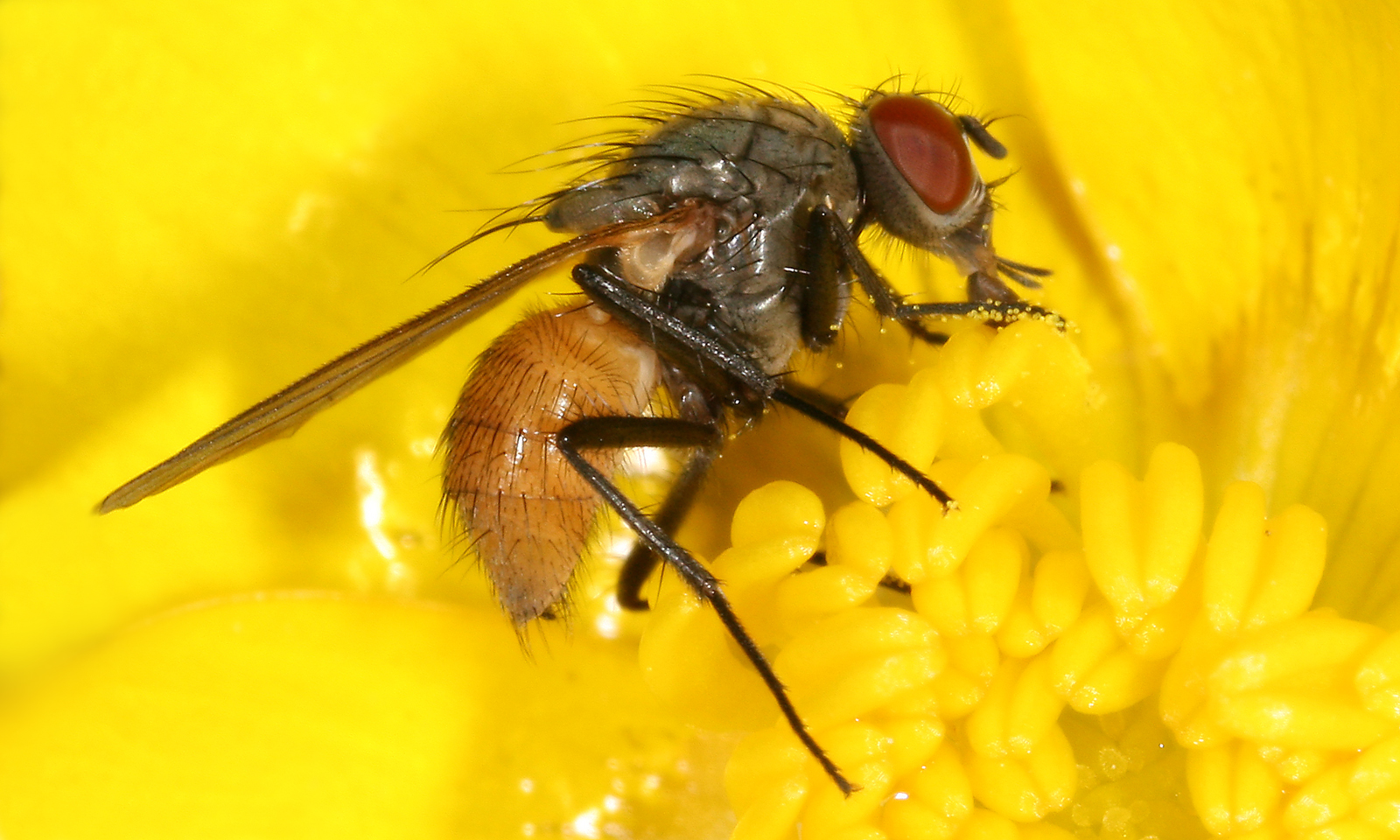
Thricops semicinereus